# Sečianky
Sečianky é um município da Eslováquia, situado no distrito de Veľký Krtíš, na região de Banská Bystrica. Tem 7,85 km² de área e sua população em 2018 foi estimada em 359 habitantes.

## Demografia
| Ano:        | 1994 | 2004   | 2014   | 2024    |
| ----------- | ---- | ------ | ------ | ------- |
| Broj ljudi: | 448  | 406    | 379    | 333     |
| Razlika:    |      | -9,37% | -6,65% | -12,13% |

| Ano:               | 2023 | 2024   |
| ------------------ | ---- | ------ |
| Número de pessoas: | 323  | 333    |
| Diferença:         |      | +3,09% |